# Natalizam
Natalizam ili pronatalizam (latinski: "pro" = "za" i "natalis" = "rođenje") je način razmišljanja, koji zagovara ljudsku reprodukciju. Nasuprot pronatalizmu je antinatalizam.

## U religiji
Gotovo sve svjetske religije zagovaraju pronatalizam. Kršćanstvo promiče brak i obitelj preko sakramenta ženidbe. Crkva zagovara prokreaciju u braku. Sakramentom ženidbe podjeljuje se roditeljska vlast i milost, da u ime Boga supružnici odgajaju svoju djecu.

## U politici
Neke države imaju pronatalitetnu politiku, kako bi se spriječilo odumiranje stanovništva ili kako bi se povećao rast stanovništva. Postoje poticaji, kojima se potiče rađanje djece poput dječjeg doplatka.
Studija njemačke Zaklade Robert Bosch proučavala je pronatalitetnu politiku u Njemačkoj. Utvrdili su, da obitelji s mnogo djece, očekuju, da im država osigura veću ekonomsku pomoć, a, roditelji sa samo jednim djetetom, poželjeli su bolje ustanove vezane za odgoj i školovanje djece. Prema studiji, pronatalitetne mjere mogu biti vrlo uspješne te bi se građani odlučili za više djece, kada bi im država novčano pomogla i osigurala bolje uvjete za razvoj i odgoj djece.